# باشگاه والیبال پیکان
باشگاه والیبال پیکان این باشگاه پر افتخار ترین باشگاه ایران است .یک باشگاه والیبال و یکی از باشگاه‌های باشگاه فرهنگی ورزشی پیکان تهران می‌باشد که مکان آن شهر تهران و مالک آن شرکت ایران خودرو می‌باشد. این تیم در لیگ برتر والیبال ایران با حریفان خود به رقابت می‌پردازد و با ۱۲ قهرمانی به عنوان پرافتخارترین تیم لیگ برتر والیبال ایران می‌باشد. پیکان در آسیا نیز با ۸ قهرمانی باشگاه‌های آسیا عنوان پرافتخارترین باشگاه در آسیا  از نظر کسب مدال را دارا است. تیم زنان این باشگاه در مسابقات لیگ والیبال زنان کشور شرکت می‌کند و در لیگ سال ۱۳۹۶ به مقام قهرمانی کشور رسید.

## پیشینه
باشگاه والیبال پیکان تهران فعالیت خود را از سال ۱۳۴۸ با عنوان ایران ناسیونال آغاز نمود و در اولین حضور خود در لیگ والیبال ایران به مسابقات تدارکاتی مقابل تیم‌های اروپایی پرداخت.
تیم پیکان در سال‌های گذشته جام‌های زیادی کسب نمود و با ۸ طلای آسیا، ۳ نقره و ۳ برنز به عنوان پرافتخارترین تیم باشگاهی آسیا از نظر مدال لقب گرفت و آماده حضور در مسابقات جام باشگاه‌های جهان در سال ۲۰۱۰ گردید که در این مسابقات مدال رنگین برنز را برای اولین بار در تاریخ ورزش‌های گروهی ایران به گردن آویخت. حضور پیکان برای بار سوم در مسابقات جام باشگاه‌های جهان و قرار گرفتن در میان ۵ تیم برتر از ۵ قاره جهان افتخارات این تیم عنوان دار قاره کهن آسیا را تکمیل نمود.

## هواداران
پیکان با توجه به اینکه عنوان پر افتخارترین تیم ایران را به دوش می‌کشد یکی از پر هوادارترین باشگاه های ایرانی به شمار میرود.

## سالن‌ها
- خانه والیبال تهران: بازی‌های رسمی و خانگی باشگاه والیبال پیکان در این سالن برگزار می‌شود.
- سالن چند منظوره شماره ۱: این سالن چند منظوره جهت تمرینات و دیدارهای دوستانه تیم مورد استفاده قرار می‌گیرد. در قسمت‌ها و طبقات دیگر این سالن چند منظوره، سالن‌های ورزش‌های رزمی، کشتی، تنیس روی میز، شطرنج وجود دارد.
- سالن چند منظوره شماره ۲: از این سالن چند منظوره نیز جهت تمرینات و مسابقات رشته‌های والیبال، فوتسال، هندبال و بسکتبال استفاده می‌شود. طبقه همکف این سالن اتاق پزشکی و کنترل دوپینگ و همچنین در طبقه فوقانی آن سالن آمفی تئاتر و سالن کنفرانس قرار دارد.

### تیم مردان

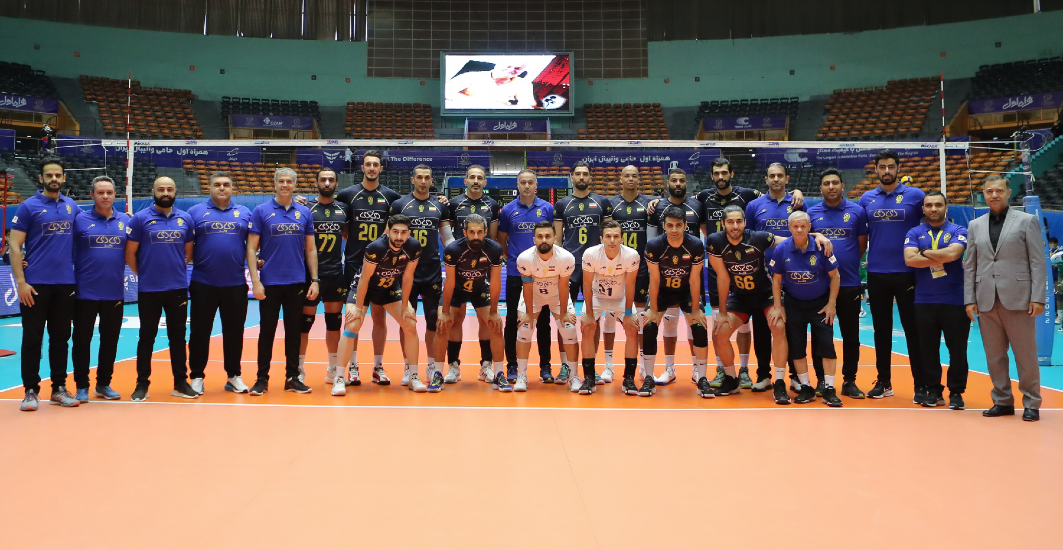
تیم والیبال مردان پیکان

## افتخارات

### کشوری
لیگ برتر والیبال ایران
- قهرمان (۱۲): ۱۳۷۵، ۱۳۷۶، ۱۳۷۷، ۱۳۷۸، ۱۳۸۱، ۱۳۸۴، ۱۳۸۵، ۱۳۸۶، ۱۳۸۷، ۱۳۸۸، ۱۳۸۹، ۱۳۹۳
- نایب قهرمان (۶): ۱۳۷۹، ۱۳۸۰، ۱۳۸۲، ۱۳۹۴، ۱۳۹۵، ۱۴۰۰
- سومی (۵): ۱۳۸۳، ۱۳۹۰، ۱۳۹۱، ۱۳۹۶، ۱۴۰۲

#### آسیا
مسابقات والیبال قهرمانی باشگاه‌های آسیا
- قهرمان (۸): ۲۰۰۲, ۲۰۰۶, ۲۰۰۷, ۲۰۰۸, ۲۰۰۹, ۲۰۱۰, ۲۰۱۱, ۲۰۲۲
- نایب قهرمان (۴): ۱۹۹۶, ۱۹۹۸, ۲۰۰۰, ۲۰۰۴
- عنوان سوم (۳): ۹۹۷, ۱۹۹۹, ۲۰۱۵

#### جهان
- سوم(۱) والیبال قهرمانی باشگاه‌های جهان ۲۰۱۰
- چهارم(۲) والیبال قهرمانی باشگاه‌های جهان ۲۰۰۹ , ۲۰۱۵

### تیم زنان

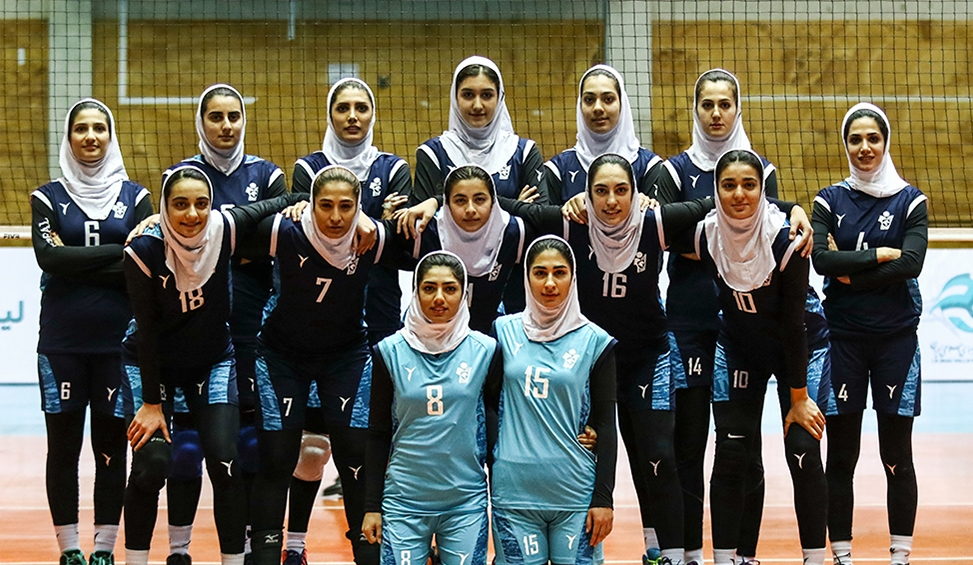
تصویر تیم زنان پیکان در لیگ ۱۳۹۸.

#### لیگ والیبال زنان ایران
- قهرمان(۱): ۱۳۹۶
- نایب قهرمان(۱): ۱۳۹۷
- سوم(۱): ۱۳۹۹

#### باشگاه‌های تهران
- سوم(۱): ۱۳۴۷[۳]

## بازیکنان
| فهرست بازیکنان باشگاه والیبال پیکان | فهرست بازیکنان باشگاه والیبال پیکان | فهرست بازیکنان باشگاه والیبال پیکان | فهرست بازیکنان باشگاه والیبال پیکان | فهرست بازیکنان باشگاه والیبال پیکان | فهرست بازیکنان باشگاه والیبال پیکان | فهرست بازیکنان باشگاه والیبال پیکان | فهرست بازیکنان باشگاه والیبال پیکان |
| ملیت                                | نام                                 | شماره پیراهن                        |                                     |                                     |                                     |                                     |                                     |
| ایران                               | مهران توانا                         | ۱۰                                  |                                     |                                     |                                     |                                     |                                     |
| ایران                               | سجاد جلوداریان                      | ۲                                   |                                     |                                     |                                     |                                     |                                     |
| ایران                               | سید متین حسینی                      | ۱۲                                  |                                     |                                     |                                     |                                     |                                     |
| ایران                               | سعید رنجبر زیدآبادی                 | ۱۸                                  |                                     |                                     |                                     |                                     |                                     |
| ایران                               | محسن زارع                           | ۱۵                                  |                                     |                                     |                                     |                                     |                                     |
| ایران                               | فرهاد سال افزون                     | ۱                                   |                                     |                                     |                                     |                                     |                                     |
| ایران                               | سینا سعیدی                          | ۲۰                                  |                                     |                                     |                                     |                                     |                                     |
| ایران                               | اردلان سیدعباسی‌فرد                  | ۱۳                                  |                                     |                                     |                                     |                                     |                                     |
| ایران                               | آرمان عبدی عربلو                    | ۱۷                                  |                                     |                                     |                                     |                                     |                                     |
| ایران                               | نیما عزیرمحمدلو                     | ۱۶                                  |                                     |                                     |                                     |                                     |                                     |
| ایران                               | مانی علیخانی                        | ۵۵                                  |                                     |                                     |                                     |                                     |                                     |
| ایران                               | مجتبی قلیزاد                        | ۸                                   |                                     |                                     |                                     |                                     |                                     |
| ایران                               | علیرضا مصلح‌آبادی                    | ۷                                   |                                     |                                     |                                     |                                     |                                     |
| ایران                               | امیرحسن ملاعباسی                    | ۴۴                                  |                                     |                                     |                                     |                                     |                                     |
| صربستان                             | میهایلو میتیچ                       | ۲۶                                  |                                     |                                     |                                     |                                     |                                     |
| ایران                               | سهیل کمال‌آبادی                      | ۱۱                                  |                                     |                                     |                                     |                                     |                                     |
| ایران                               | علی یوسف‌پور                         | ۱۴                                  |                                     |                                     |                                     |                                     |                                     |
| ایران                               | حسن احمد قلی‌زادع                    | ۵                                   |                                     |                                     |                                     |                                     |                                     |
| ایران                               | بنیامین علایی                       | ۷۷                                  |                                     |                                     |                                     |                                     |                                     |
| ----------------------------------- | ----------------------------------- | ----------------------------------- | ----------------------------------- | ----------------------------------- | ----------------------------------- | ----------------------------------- | ----------------------------------- |

### کادر فنی
| کادر فنی باشگاه والیبال پیکان | کادر فنی باشگاه والیبال پیکان                     |
| سمت                           | نام                                               |
| ----------------------------- | ------------------------------------------------- |
| سرمربی                        | پیمان اکبری                                       |
| مربی                          | محمدامین شاکری، پویا عزیزی، مرتضی عهدی، علی فتاحی |
| سرپرست تیم                    | سعید علی‌اصغر                                      |

## تیم زنان

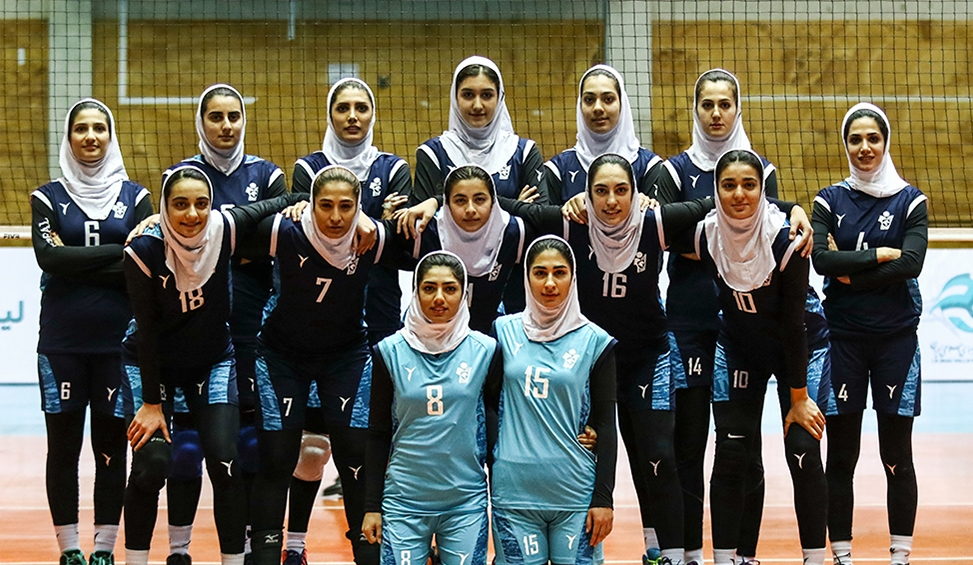
تصویر تیم بانوان پیکان قبل از دیدار برابر ستارگان فارس در لیگ ۱۳۹۸.

ترکیب تیم زنان در لیگ ۱۳۹۸ عبارت است از نجمه عابدیان، فاطمه امینی، سارا اخلاقی، سودابه باقرپور، تهمینه درگذنی، شکیلا صدری، نرگس شریفی، فاطمه حسنی، مهسا کدخدا، نگار کیانی، الهام فلاح، سارا نظری، زهرا مغانی و مهتاب رحمانی. فاطمه رشیدی به عنوان مربی، نیلوفر حجتی به عنوان کمک مربی، راضیه دوستی به عنوان آنالیزور، زهرا کلهر به عنوان مربی بدنساز و ساجده سروش به عنوان فیزیوتراپ سایر اعضای کادر فنی تیم پیکان را تشکیل می‌دهند.

## بازیکنان سرشناس خارجی
سرشناس ترین‌ها از سال ۱۳۸۰ به بعد:
- جان ابی شدید
- فرانچسکو بریبانتی
- فیلیپ بارکا
- جوردی جنس باربرا
- نیکو فرریکس
- نیکولای نیکولوف
- متودی آنانیف
- والریو ورمیلیو
- اروین انگاپت
- نیمیر عبدالعزیز